# Col de Teghime
Il Col de Teghime (in corso Bocca di Teghime o Bocca di Tighjime) (536 m) è un passo che collega i due versanti di Capo Corso tra Barbaggio e Bastia.
È un passo abbastanza importante perché collega San Fiorenzo con Bastia ed è attraversato dalla D 81.

## Collegamenti esterni

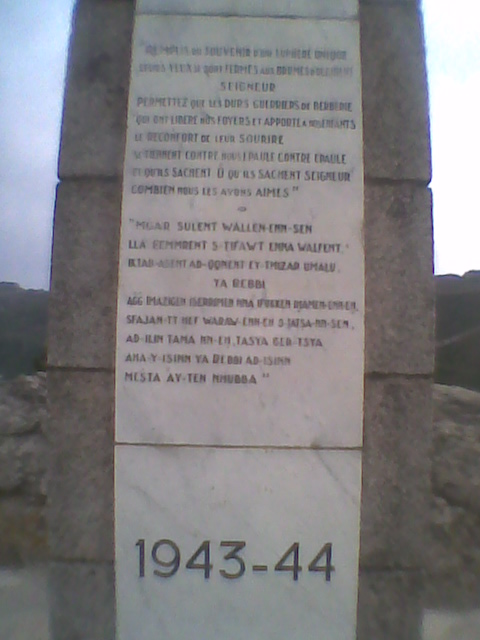
Stele al col de Teghime